# Thiepan
Thiepan je sirná heterocyklická sloučenina se vzorcem (CH2)6S. Jako thiepany se označují také deriváty tohoto sedmičlenného heterocyklu.
Samotný thiepan je zkoumán málokdy, lépe jsou popsány jeho deriváty, například hexathiepan; přírodním derivátem je lenthionin (1,2,3,5,6-pentathiepan).
Thiepan může být jedním z produktů samovolně vzniklých požárů zbytků po těžbě uhlí.